# Pedro Serafim Júnior
Pedro Serafim Junior (Campinas, 21 de novembro de 1962) é um médico, bacharel em Direito e político brasileiro, filiado ao Partido da Social Democracia Brasileira (PSDB), foi vereador, presidente da câmara de vereadores e prefeito por duas vezes de Campinas.

## História

#### Carreira política
Exerceu o cargo de prefeito interino de Campinas entre 21 de outubro e 3 de novembro e entre 22 de dezembro de 2011 e 10 de abril de 2012, quando foi eleito, de forma indireta, para o mandato tampão, o qual exerceu até 1º de janeiro de 2013.
Foi, pela primeira vez, eleito vereador pela cidade de Campinas em 1996, se reelegendo sucessivamente nos três próximos pleitos. Na Câmara Municipal, atuou como vice-presidente, secretário da Mesa Diretora, presidente da Comissão de Constituição e Legalidade e líder da bancada do PDT, além de recentemente exercer o mandato de presidente da casa.
No dia 21 de outubro de 2011, com a decisão do afastamento do então prefeito Demétrio Vilagra, Pedro Serafim assumiu a chefia do Poder Executivo de Campinas. Permaneceu no cargo até 3 de novembro do mesmo ano, quando uma liminar do Tribunal de Justiça de São Paulo reconduziu Demétrio Vilagra ao cargo. Foi reconduzido ao cargo de prefeito em 21 de dezembro do mesmo ano, após a cassação de Demétrio Vilagra por 29 votos a 4. Em 10 de abril de 2011, Pedro Serafim venceu as eleições indiretas e tornou-se prefeito para o mandato tampão, com duração até 1º de janeiro de 2013. Aproximadamente neste período o então prefeito tampão recebera dinheiro da Odebrecht.